# Rundgesang
Ein Rundgesang (früher auch Rundlied) ist eine bestimmte Lied- und Vortragsform, bei der die einzelnen Strophen reihum von den Mitgliedern einer Tischgesellschaft gesungen werden. Dabei können nacheinander festgelegte Verse gesungen werden oder der Einzelsänger improvisiert einzelne Strophen, jeweils von einem Refrain der gesamten Tischgesellschaft unterbrochen. Rundgesänge bei Trinkgesellschaften sind bereits in der griechischen Antike belegt, wo sie als Skolion reihum den einzelnen Sänger zum Dichten und Austrinken während eines Symposions animierten. Im Spätmittelalter und der Renaissance entwickelte sich aus den Rundgesängen die dichterische Form des Rondeau und die musikalische Satzform des Rondo.
Überwiegend wird der Rundgesang mit dem gemeinschaftlichen Trinken aus einem großen Humpen oder Trinkhorn (Pro-fisco-Trinken) verbunden.
Im 18. Jahrhundert wurde der Rundgesang mit kreisendem Trinkhumpen mit dem Lob auf die sogenannte „Charmante“ verbunden, das heißt, der jeweilige Einzelsänger hatte seine Angebetete im Lied zu loben. Dieser Ursprung ist noch in dem Rundgesang Lebe, liebe, trink und schwärme erhalten geblieben. Vollmann erläutert den Rundgesang in seinem Wörterbuch 1846 als „ein Gesang der Reihe nach, bei dem jeder ein Lied singt und sein Glas leert (...) ein Cantus zum Saufen, den der Chor absingt“. Im sogenannten Mitternachtsschrei, der einer bergmännischen Gesangstradition entspringt, wird der Rundgesang ebenfalls erwähnt: „Uns aber laßt das Methorn schwingen, laßt Rundgesang gen Himmel klingen, daß noch in Enkels- und Urenkelstagen die Köhler einst draußen im Walde sagen: Wetter auf, die soffen schön!“
Bekannte Rundgesänge sind beispielsweise die Lieder Es geht ein Rundgesang an unserm Tisch herum und Wohlauf zum frohen Rundgesang (Johann Rudolf Zumsteeg, 1803). Im Metzler´schen Liederbuch von 1823 sind als Rundgesänge aufgeführt:
- Die Treue, die uns Brüder band
- Wohlauf und klingt die Gläser an
- Bruder, dieses volle Glas, bring ich dir zu Ehren!
- Rundgesang und Gerstensaft lieben wir ja alle